# ハヤシナオキ
ハヤシ ナオキ（1976年 - ）は、日本の脚本家。大阪府出身。

## 作品

### テレビアニメ
2016年
- フリップフラッパーズ（脚本）

2018年
- Citrus（シリーズ構成・脚本）

2020年
- A3!（シリーズ構成・脚本）
- ひぐらしのなく頃に業（シリーズ構成・脚本）

2021年
- ひぐらしのなく頃に卒（シリーズ構成・脚本）

2023年
- 私の百合はお仕事です!（シリーズ構成・脚本）
- 英雄教室（シリーズ構成・脚本）

2024年
- 恋は双子で割り切れない（脚本）

### 劇場アニメ
- BLACKFOX（2019年、脚本）

### 特撮
- BLACKFOX: Age of the Ninja（2019年、脚本）
- ウルトラマントリガー NEW GENERATION TIGA（2021年 - 2022年、シリーズ構成〈足木淳一郎と共同〉・脚本）
- ウルトラマンデッカー（2022年、脚本）